# Parlamentswahl in Armenien 2012
- ARF: 6
- HAK: 7
- OEK: 6
- Erbe: 5
- BHK: 36
- HHK: 70
- Unabh.: 1

Die Parlamentswahl in Armenien 2012 fand am 6. Mai 2012 statt.
Präsident Sersch Sargsjans regierende Republikanische Partei erhielt die große Mehrheit der Sitze. Armeniens wohlhabendster Mann Gagik Zarukjan mit seiner Partei Blühendes Armenien kam auf den zweiten Platz mit über einem Viertel der Sitze, während der Armenische Nationalkongress, die Armenische Revolutionäre Föderation, Land des Rechts und Erbe jeweils weniger als 10 Prozent der Sitze gewannen.

## Modalitäten und System
Von insgesamt 131 Sitzen in der armenischen Nationalversammlung werden 90 nach dem Verhältniswahlsystem vergeben, während die anderen 41 nach dem Mehrheitswahlsystem über die Wahlkreise besetzt werden. Die Sperrklausel liegt bei 5 % für Parteien und bei 7 % für Allianzen, in diesem Fall ist die einzige Allianz der Armenische Nationalkongress.

## Teilnehmende Parteien
Insgesamt wurden 9 Parteien zur Teilnahme an der Wahl registriert:
1. Blühendes Armenien (BHK) – Gagik Zarukjan
2. Erbe – Raffi Hovannisian
3. Armenischer Nationalkongress (HAK) – Lewon Ter-Petrosjan
4. Armenische Revolutionäre Föderation (ARF) – Wahan Howhannisjan
5. Demokratische Partei Armeniens – Aram Sargsjan
6. Armenische Kommunistische Partei (HKK) – Ruben Towmasjan
7. Republikanische Partei Armeniens (HHK) – Sersch Sargsjan
8. Partei Vereinter Armenier – Ruben Awagjan
9. Land des Rechts (OEK) – Arthur Baghdassarjan

## Wahlkampf
Da es nach den Präsidentschaftswahlen von 2008 zu Protesten der Opposition kam, gab es im Vorfeld der Parlamentswahlen beispielsweise von Seiten der Europäischen Union die Erwartung, dass diese nun nach demokratischen Standards und ohne Zwischenfälle ablaufen.
Im Vorfeld des Wahlkampfes schloss die Partei Erbe ein Bündnis mit den Freien Demokraten und stellten im März 2012 als „Erbe“ eine gemeinsame Liste auf. Im April begann die heiße Phase des Wahlkampfes, gestartet von ARF, Erbe und der Kommunistischen Partei. Nicht nur die Opposition, sondern auch der bisherige Koalitionspartner BHK griff die Republikanische Partei im Wahlkampf scharf an. Die zu große Macht der HHK und mangelnde Rechtsstaatlichkeit waren wichtige Themen. Alle Parteien, einschließlich der Koalitionsparteien, warben für sich, um „dem Volk Macht zurückzugeben“. Bereits Anfang April gründeten die Oppositionsparteien Erbe, HAK, ARF und die kleinere Regierungspartei Blühendes Armenien ein Bündnis zur Überwachung der Wahlen und Verhinderung von Wahlbetrug. Die HHK kritisierte dies als Versuch einer provisorischen neuen Regierung und rief kurz darauf eine eigene Initiative zur Wahlbeobachtung ins Leben, zu der sie weitere Parteien einlud. Das Beobachtungsbündnis der Opposition legte in der Woche vor der Wahl beim Verfassungsgericht Klage ein gegen Gesetze, die verbieten zu veröffentlichen, welche Wähler an der Wahl teilgenommen haben. Die Veröffentlichung könne die Wahl transparenter machen und Betrug erschweren. Das Gericht lehnte die Klage ab.
Am Samstag vor der Wahl, dem 5. Mai, waren Wahlkampfveranstaltungen bereits untersagt, sodass der Wahlkampfabschluss am 3. und 4. Mai stattfand. Bei der Veranstaltung der HHK kam es zu einem Zwischenfall, bei dem hunderte mit Wasserstoff gefüllte Ballons in Flammen aufgingen. Dabei wurden 154 Menschen verletzt, 28 davon schwer.
Neben den beiden Beobachtungsinitiativen der Parteien waren auch diverse armenische Organisationen für Wahlbeobachtung registriert. Daneben waren einige hundert Beobachter der OSZE und der GUS im Land.

## Offizielles Ergebnis
| Partei                                                                     | Partei                              | Parteiliste | Parteiliste | Parteiliste | Wahlkreis | Wahlkreis | Sitze Gesamt | ±    |
| Partei                                                                     | Partei                              | Stimmen     | Anteil      | Sitze       | Sitze     | Anteil    | Sitze Gesamt | ±    |
|                                                                            | Republikanische Partei Armeniens    | 664.440     | 44,02 %     | 40          | 30        | 73,1 %    | 70/131       | + 6  |
|                                                                            | Blühendes Armenien                  | 454.673     | 30,12 %     | 28          | 8         | 19,5 %    | 36/131       | + 11 |
|                                                                            | Armenischer Nationalkongress        | 106.903     | 7,08 %      | 7           |           |           | 7/131        | + 7  |
|                                                                            | Armenische Revolutionäre Föderation | 85.550      | 5,67 %      | 5           | 1         | 2,4 %     | 6/131        | - 10 |
|                                                                            | Land des Rechts                     | 83.123      | 5,51 %      | 5           | 1         | 2,4 %     | 6/131        | - 3  |
|                                                                            | Erbe                                | 86.998      | 5,76 %      | 5           |           |           | 5/131        | - 2  |
|                                                                            | Armenische Kommunistische Partei    | 15.899      | 1,45 %      |             |           |           | 0/131        | 0    |
|                                                                            | Demokratische Partei Armeniens      | 5.577       | 0,37 %      |             |           |           | 0/131        | 0    |
|                                                                            | Partei Vereinter Armenier           | 2.945       | 0,20 %      |             |           |           | 0/131        | 0    |
|                                                                            | Unabhängige                         | Unabhängige | Unabhängige | Unabhängige | 1         | 2,4 %     | 1/131        | - 5  |
| Ungültige Stimmen                                                          | Ungültige Stimmen                   | 53.831      |             | —           |           | —         | —            | —    |
| Gesamt                                                                     | Gesamt                              | 1.573.053   | 100,00 %    | 90          | 41        | 100,0 %   | 131          | —    |
| Wähler und Wahlbeteiligung:                                                | Wähler und Wahlbeteiligung:         | 2.523.101   | 62,35 %     | —           | —         | —         | —            | —    |
| Quelle: Zentrale Wahlkommission der Republik Armenien (PDF-Datei; 2,20 MB) |                                     |             |             |             |           |           |              |      |

## Bewertungen des Wahlablaufs
Die Republikanische Partei, die bei der Wahl deutlich gewonnen hat und ihre Regierung mit absoluter Mehrheit weiterführen konnte, bewertete die Wahl als frei und fair. Unregelmäßigkeiten seien nur in 10 % der Wahllokale aufgetreten. Die Opposition dagegen kritisierte den Wahlablauf. Ein Vertreter der ARF nannte weitverbreitete Bestechung der Wähler durch die HHK und Behörden als Grund für das Wahlergebnis sowie weitere Unregelmäßigkeiten. Neben diesem von mehreren Parteien geäußerten Vorwurf der Wählerbestechung seien auch Wählerlisten gefälscht worden und die Markierung der Wähler sei nicht dauerhaft gewesen, was mehrfaches Abstimmen ermöglicht habe. Das Ergebnis spiegele nicht den Willen der Bevölkerung wider. So kam es nach der Wahl auch zu Demonstrationen gegen den Wahlausgang.
Die Beobachter der OSZE berichteten von einem freien, nahezu gewaltlosen und fairen Wahlkampf, in dem alle Kandidaten ungehindert agieren konnten und Medien ausgewogen berichtet hatten. Gelobt wurde auch das neue Wahlgesetz, das einen guten rechtlichen Rahmen biete. Dessen mangelhafte Umsetzung durch die Behörden und das allgemein fehlende Vertrauen in den Wahlprozess seien jedoch eine schwere Belastung für die Wahl. Der Umgang mit den Wählerlisten hat nach Ansicht der Beobachter nicht sichergestellt, dass kein Wahlbetrug stattfinden kann. In einer Vielzahl von Wahllokalen kam es zu Zwischenfällen, ausgelöst von einzelnen Akteuren von Parteien oder seltener der Behörden. Insgesamt wurden die Wähler großem Druck ausgesetzt, wobei die Kenntnis des demokratischen Prozesses bei den Wählern hoch sei. Die Wahl sei dadurch letztlich nicht fair verlaufen. Die Europäische Union begrüßte die Bemühungen der armenischen Behörden um eine transparente und wettbewerbsorientierte Wahl sowie die Vielfalt der im Parlament vertretenen Parteien. Es seien noch weitere Anstrengungen nötig, damit die Wahlen demokratische Standards erfüllen, auch wenn Fortschritte gemacht wurden.
Am 18. Mai 2012 legte die HAK Beschwerde gegen das Wahlergebnis beim Verfassungsgericht ein, mit dem Ziel der Annullierung der Ergebnisse der Verhältniswahl. Am 31. Mai wies das Gericht die Beschwerde zurück.